# Мейфілд (Огайо)
Мейфілд (англ. Mayfield) — селище (англ. village) в США, в окрузі Каягога штату Огайо. Населення — 3356 осіб (2020).

## Географія
Мейфілд розташований за координатами 41°32′57″ пн. ш. 81°25′52″ зх. д. / 41.54917° пн. ш. 81.43111° зх. д. (41.549267, -81.431058).  За даними Бюро перепису населення США в 2010 році селище мало площу 10,25 км², з яких 10,23 км² — суходіл та 0,02 км² — водойми.

## Демографія
Згідно з переписом 2010 року, у селищі мешкало 3460 осіб у 1531 домогосподарстві у складі 987 родин. Густота населення становила 338 осіб/км².  Було 1614 помешкання (157/км²).
Расовий склад населення:
| - 90,1 % — білих - 6,0 % — азіатів - 2,8 % — чорних або афроамериканців |

До двох чи більше рас належало 1,0 %. Частка іспаномовних становила 1,2 % від усіх жителів.
За віковим діапазоном населення розподілялося таким чином: 19,3 % — особи молодші 18 років, 56,5 % — особи у віці 18—64 років, 24,2 % — особи у віці 65 років та старші. Медіана віку мешканця становила 48,3 року. На 100 осіб жіночої статі у селищі припадало 98,3 чоловіків;  на 100 жінок у віці від 18 років та старших — 94,4 чоловіків також старших 18 років.
Середній дохід на одне домашнє господарство  становив 101 954 долари США (медіана — 68 191), а середній дохід на одну сім'ю — 127 618 доларів (медіана — 90 139). Медіана доходів становила 82 011 долар для чоловіків та 53 359 доларів для жінок. За межею бідності перебувало 2,8 % осіб, у тому числі 6,8 % дітей у віці до 18 років та 2,1 % осіб у віці 65 років та старших.
Цивільне працевлаштоване населення становило 1799 осіб. Основні галузі зайнятості: освіта, охорона здоров'я та соціальна допомога — 29,5 %, роздрібна торгівля — 14,7 %, фінанси, страхування та нерухомість — 13,3 %, виробництво — 13,2 %.